# Kéknyelű
A kéknyelű egy ősi magyar szőlőfajta, amit kimondottan csak Badacsonyban és a Balaton-felvidéken termesztettek. A fajta nevét a kékes-vöröses árnyalatú levélnyeléről kapta. 
A badacsonyi kéknyelű őshonos magyar szőlőfajta 2013-ban került be a kiemelkedő nemzeti értékek közé. Az „úri szőlő”, a badacsonyi kéknyelű megmentésén sokan fáradoznak. Mivel csak női virágzatot hoz, termékenyülése bizonytalan, porzószőlő telepítését igényli, mert önmagában képtelen szaporodni. A Kéknyelű tőkék mellé más fajtákat kell telepíteni. Kizárólag vulkáni talajon érzi jól magát és az egész világon nagyobb mennyiségben csak a Badacsonyi borvidéken lelhető fel, ott pedig mindössze 30 hektáron terem.

## Jellemzői
Tőkéje középerős, robusztus, lapított vesszőzetű. Levele közepesen nagy, kerek, nyílt vállöblű, fonáka gyapjasan szőrös. Levélnyele kékes-vöröses árnyalatú. Bogyója kicsi-közepes méretű, gömbölyű, zöldes-fehér színű, pontozott, héja vastag. Fürtje középnagy, kissé vállas, laza, néha hiányos (madárkás) – ezért egy átlagos fürt súlya kb. 30%-a a legtöbb szőlő fürtjéhez viszonyítva. Fagyérzékeny, de a szárazságot jól tűri és nem rothad. Női virágú ezért termékenyülése bizonytalan; az idegen megporzás a szél segítségével megy végbe. A fő porzó fajtája a budai zöld és a „mézes” fajták, ezért általában ezekkel együtt telepítik. Későn érő, október elején-közepén szüretelhető fajta, emiatt mustfoka erősen függ az évjárattól. 
A növény – felsorolt tulajdonságaiból kifolyólag – nem hoz nagy mennyiségű termést, de többnyire jó minőséget ad. A helybeli szőlőtermelők éppen ezek miatt a természetes hozamkorlátozó tulajdonságai miatt „úri szőlő” gúnynévvel illették, mivel megélhetésük a szüretelhető termés mennyiségétől függött, így termesztésére csak úri passzióként gondoltak.
Ennek ellenére a filoxéravész előtt népszerű és drága fajta volt. A második világháború utáni nagyüzemi gazdálkodás a magasabb hozamú szőlőfajták telepítését tette szükségessé és fokozatosan háttérbe szorította a kevés termést hozó fajták – így a kéknyelű – termesztését is. 
Napjainkban – az egyedi borok iránt fellendülő kereslet hatására – ismét egyre több pincészet készít tisztán kéknyelűből jó minőségű bort. A fajta népszerűsítésének érdekében 2003. óta, június első hétvégéjén, Badacsonyban a kéknyelű virágzását ünneplő rendezvénysorozatot is tartanak.

## Elterjedése
A Pallas Nagy Lexikona szerint  a „Kéknyelü szőllő (olaszul piccoleto bianco), a Balaton mellékén, főleg Badacsonyban és Dalmátországban elterjedt fehérszemü szőllőfajta, mely nevét kékes-barna fürtnyeléről kapta. Bora tüzes és zamatos.”
Főleg a Badacsonyban és a Balaton-felvidéken találkozhatunk vele, de kisebb területeket telepítettek az Etyek–Budai borvidéken, Zalában és a Kunsági borvidéken is. Korábban elterjedt olyan feltételezés, amely szerint a fajta megegyezik az észak-olaszországi Friuli-Venezia Giulia régióban honos „picolit” nevű szőlőfajtával, ezt a feltevést 2006-ban izoenzim és mikroszatellit vizsgálatokkal sikerült megcáfolni.

## Borának jellemzői
Bora halvány citrom színű. Illata visszafogott, főleg fehér húsú gyümölcsökre, csonthéjasokra (barack), citrusokra, néha virágokra és zöldfűszerekre emlékeztet. Egyesek szerint minerális, füstös aromái miatt kiválóan alkalmas termőhelyének bemutatására. Testes, karakteres, magas alkohol- és extrakt tartalommal rendelkezik. Határozott savtartalma szép szerkezetű. Ízében visszafogott aromavilágú, kissé fanyar, hosszú érlelés után válik igazán zamatossá. Magas savtartalma miatt késői szüretelésű bor – sőt jégbor – is készíthető belőle, amely törökmézes, diós aromákkal egészül ki.
Nem igényel különleges borászati technológiát, reduktív és oxidatív eljárással egyaránt kiváló minőségű bor készíthető belőle.
Bora a rusztikus fajták közé tartozik, melynek ízvilága egyszerű. A friss bor halványzöld, érlelés során is világos marad. Illata határozott, de nem tolakodó, jellegében sok közös van a királyleánykával. Élénk savérzetet ad. Hosszabb érlelés után nagyívű savharmóniát produkál. A kellemes illat mellett a szépségét a savak finomsága, vagy éppen a nyersesége, férfiassága adja. Bora fiatalon is kellemes, de igazi élményt több éves érlelés után nyújt. A hordós vagy palackos érlelést egyaránt meghálálja. Jégbort (azaz késői szüretelésű édes fehérbort) is készítettek már a kéknyelű fajtából. 

## Ételpárosítás
A kéknyelű érdekes utóíze miatt jól harmonizál a legtöbb gyökérzöldséggel. Frissebb borokhoz kitűnően illenek a grillezett halak (pl. balatoni fogas) és a tenger gyümölcsei. Jól illik hozzá a friss kecskesajt vagy gomolya is. Érettebb borhoz a halak közül a harcsa, a sajtok közül az érlelt juh- vagy kecskesajtok választhatók.

## Kéknyelű termelők
A Badacsonyi Kör: Szeremley, Laposa, Válibor és Istvándy borászat. A kéknyelű termelői és badacsonyi  gasztronómusok hagyományteremtő céllal azt kezdeményezik, hogy a szőlőlevéllel és kéknyelűvel készülő ételek neve legyen “badacsonyi módra” és ezzel is gazdagodjon a magyar konyhaművészet.